# Tata (Węgry)

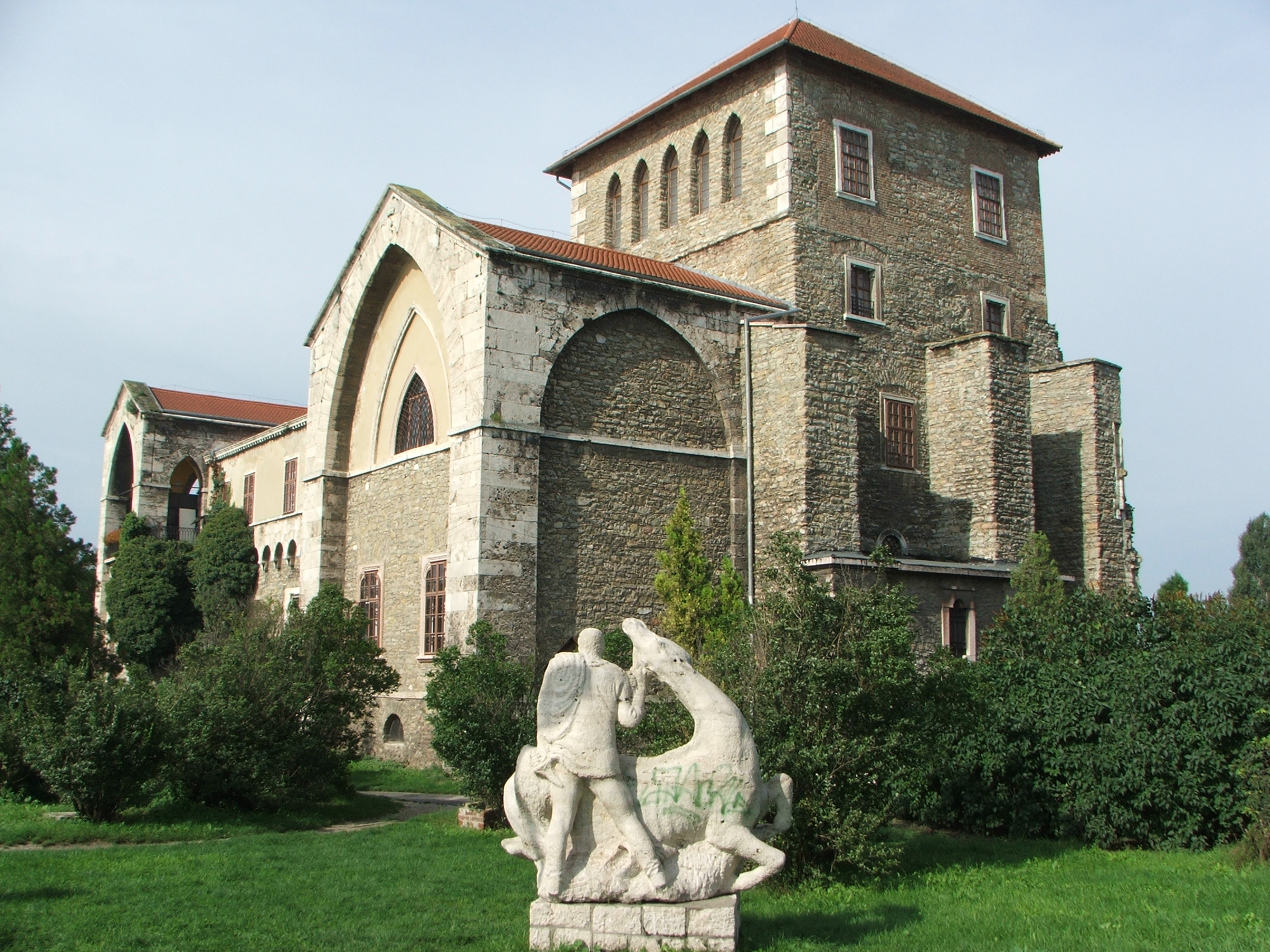
Zamek

Tata (łac. Dotis, niem. Totis) – miasto w północnych Węgrzech, w komitacie Komárom-Esztergom, w pobliżu granicy ze Słowacją. Powierzchnia wynosi 78,16 km² a ludność 25 026 (I 2011). Jest miastem partnerskim Pińczowa. W mieście znajduje się powstałe w latach 50. Centrum Olimpijskie północno-zachodnich Węgier (Északnyugat-magyarországi Általános Olimpiai Központ) zwane popularnie obozem treningowym w Tata (Tatai Edzőtábor). Przez lata ośrodek w Tata uznawany był za kuźnię węgierskich medalistów olimpijskich.

## Miasta partnerskie
- Alkmaar, Holandia
- Gerlingen, Niemcy
- Dammarie-les-Lys, Francja
- Arenzano, Włochy
- Svodín, Słowacja
- Montebelluna, Włochy
- Sovata, Rumunia
- Pińczów, Polska